# Coupe de la Ligue française de football 2018-2019
Navigation
Coupe de la Ligue 2017-2018 Coupe de la Ligue 2019-2020
La coupe de la Ligue de football 2018-2019 est la 25e édition de la coupe de la Ligue de football française, organisée par la LFP. Elle est remportée par le RC Strasbourg en finale face à l'EA Guingamp (0-0 a.p. ; 4-1 t.a.b).
La finale se déroule le 30 mars 2019 au stade Pierre-Mauroy à Villeneuve-d'Ascq devant 49 000 spectateurs, dont 35 000 Alsaciens,.

## Déroulement de la compétition

### Calendrier
| Tour                       | Nom                                            | Date              | Participants        |
| Tours préliminaires (2018) |                                                |                   |                     |
| 1                          | Premier tour                                   | 14 août           | 24                  |
| 2                          | Deuxième tour                                  | 28 août           | 12                  |
|                            | Phase finale (2018 et 2019)                    |                   |                     |
| 1                          | Seizièmes de finale                            | 30 et 31 octobre  | 20 (6+14 de L1)     |
| 2                          | Huitièmes de finale                            | 18 et 19 décembre | 16 (10+6 européens) |
| 3                          | Quarts de finale                               | 8 et 9 janvier    | 8                   |
| 4                          | Demi-finales                                   | 29 et 30 janvier  | 4                   |
| 5                          | Finale Stade Pierre-Mauroy (Villeneuve-d'Ascq) | samedi 30 mars    | 2                   |

### Participants

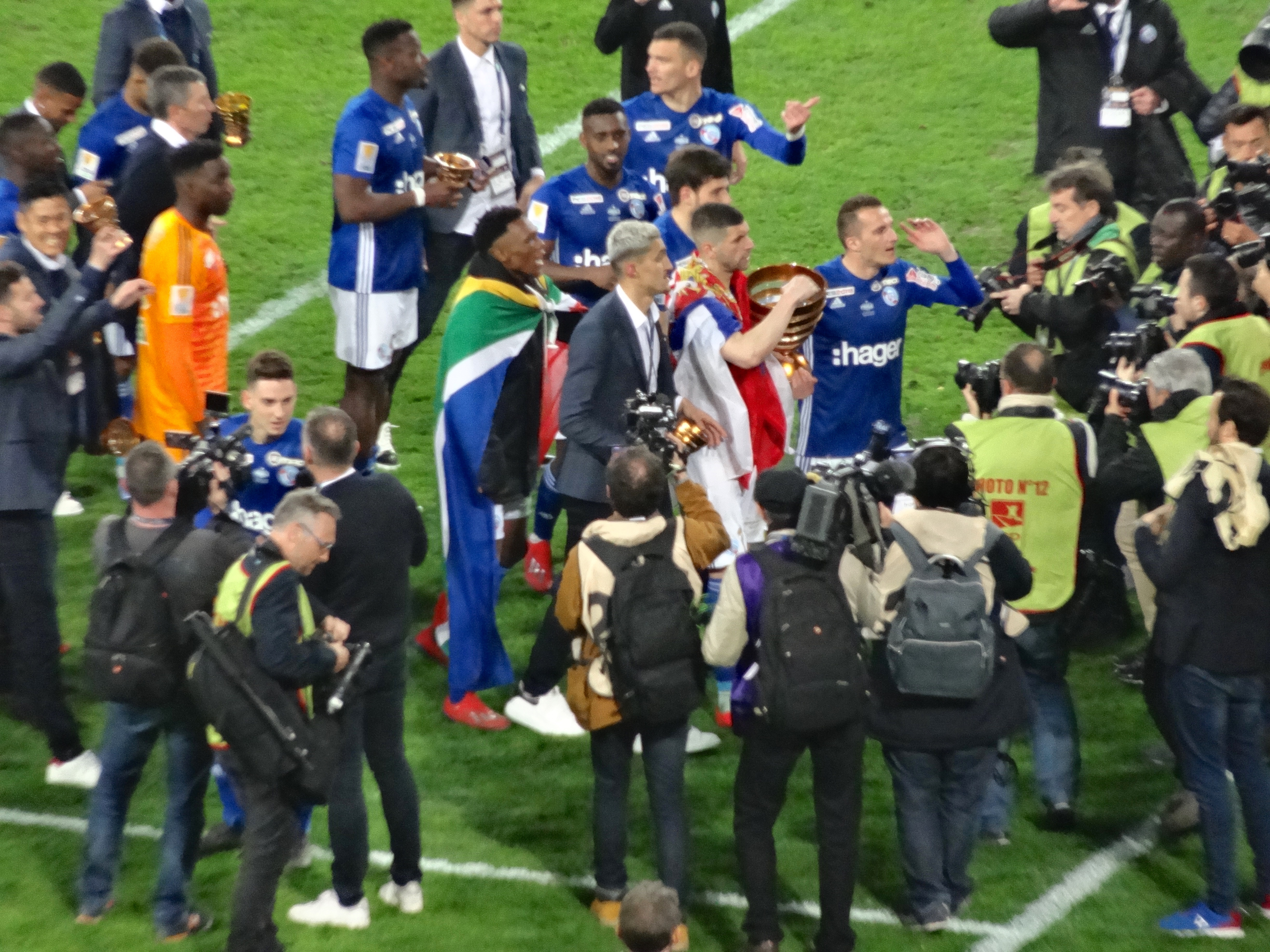
L'équipe de Strasbourg ayant remporté le trophée.

| Clubs de Ligue 1 (20)     | Clubs de Ligue 2 (20)    |
| arrivent en 8e de finale  | arrivent au premier tour |
| ------------------------- | ------------------------ |
| Paris Saint-Germain T     | ES Troyes AC             |
| AS Monaco                 | FC Metz                  |
| Olympique lyonnais        | AC Ajaccio               |
| Olympique de Marseille    | Le Havre AC              |
| Stade rennais FC          | Stade brestois 29        |
| Girondins de Bordeaux     | Clermont Foot 63         |
| arrivent en 16e de finale | FC Lorient               |
| AS Saint-Étienne          | Paris FC                 |
| OGC Nice                  | LB Châteauroux           |
| FC Nantes                 | FC Sochaux-Montbéliard   |
| Montpellier HSC           | AJ Auxerre               |
| Dijon FCO                 | US Orléans               |
| EA Guingamp               | Valenciennes FC          |
| Amiens SC                 | RC Lens                  |
| Angers SCO                | Chamois niortais FC      |
| RC Strasbourg             | GFC Ajaccio              |
| SM Caen                   | AS Nancy-Lorraine        |
| Lille OSC                 | Red Star FC              |
| Toulouse FC               | AS Béziers               |
| Stade de Reims            | Grenoble Foot 38         |
| Nîmes Olympique           | National (4)             |
|                           | Bourg-en-Bresse 01       |
| US Quevilly-Rouen         |                          |
| Tours FC                  |                          |
| Stade lavallois           |                          |

### Règlement
Le club vainqueur sera qualifié pour la Ligue Europa 2019-2020 pour le 2e tour de qualification.
Si à la fin de la saison 2018-2019, le club vainqueur de la Coupe de la Ligue s'est qualifié par ailleurs pour une compétition européenne, c’est au club le mieux classé en Ligue 1 (5e) et non qualifié pour une compétition européenne que sera attribuée la place qualificative pour la Ligue Europa 2019-2020.
Chaque tour se déroule en un seul match. En cas d'égalité, les équipes devront directement se départager avec une séance de tirs au but. Excepté la finale où en cas d'égalité, il y aura une prolongation avec deux mi-temps de 15 minutes et une séance de tirs au but si l'égalité persiste.

## Résultats

### Tours préliminaires

#### Premier tour
Les vingt équipes de Ligue 2 et les quatre équipes professionnelles de National (à savoir les trois relégués de la saison de Ligue 2 précédente et un relégué de la saison 2016-2017) participent au premier tour de cette coupe de la Ligue.
Le tirage au sort de ce tour a lieu le. Les matchs sont joués le mardi 14 août 2018.
| Match 1            | Le Havre AC (L2)      | 2 - 0   | Bourg-en-Bresse 01 (N) | Stade Océane, Le Havre                                 |                                                        |
| 14 août 2018 20h00 | Thiaré 15e 63e (pen.) | (1 - 0) |                        | Spectateurs : 3 712 Arbitrage : Alexandre Perreau Niel | Spectateurs : 3 712 Arbitrage : Alexandre Perreau Niel |
| 14 août 2018 20h00 | Thiaré 78e            | Rapport | 61e Pierre-Charles     | Spectateurs : 3 712 Arbitrage : Alexandre Perreau Niel | Spectateurs : 3 712 Arbitrage : Alexandre Perreau Niel |

| Match 2            | Tours FC (N)                   | 0 - 1   | RC Lens (L2)                 | Stade de la Vallée du Cher, Tours                                         |                                                                           |
| 14 août 2018 18h30 |                                | (0 - 0) | 90+3e Sagnan                 | Spectateurs : 3 551 Diffuseur : Canal+ Sport Arbitrage : Romain Lissorgue | Spectateurs : 3 551 Diffuseur : Canal+ Sport Arbitrage : Romain Lissorgue |
| 14 août 2018 18h30 | Etcheverria 23e · Stevance 90e | Rapport | 22e Bellegarde · 62e Chouiar | Spectateurs : 3 551 Diffuseur : Canal+ Sport Arbitrage : Romain Lissorgue | Spectateurs : 3 551 Diffuseur : Canal+ Sport Arbitrage : Romain Lissorgue |

| Match 3            | Stade lavallois (N)                               | 0 - 3   | Clermont Foot 63 (L2)           | Stade Francis-Le-Basser, Laval                    |                                                   |
| 14 août 2018 20h00 |                                                   | (0 - 1) | 26e 51e Pereira Lage · 62e Bayo | Spectateurs : 2 811 Arbitrage : Bartolomeu Varela | Spectateurs : 2 811 Arbitrage : Bartolomeu Varela |
| 14 août 2018 20h00 | Bosetti 45e · Verdier 60e · Danic 78e · Bouet 86e | Rapport | 88e Honorat                     | Spectateurs : 2 811 Arbitrage : Bartolomeu Varela | Spectateurs : 2 811 Arbitrage : Bartolomeu Varela |

| Match 4            | AS Nancy-Lorraine (L2)   | 1 - 0   | Red Star FC (L2)            | Stade Marcel-Picot, Tomblaine                                   |                                                                 |
| 14 août 2018 20h00 | Bassouamina 1re          | (1 - 0) |                             | Spectateurs : 7 891 Diffuseur : Foot+ Arbitrage : William Lavis | Spectateurs : 7 891 Diffuseur : Foot+ Arbitrage : William Lavis |
| 14 août 2018 20h00 | N'Guessan 40e · Sané 58e | Rapport | 70e Teuma · 86e Diallo (en) | Spectateurs : 7 891 Diffuseur : Foot+ Arbitrage : William Lavis | Spectateurs : 7 891 Diffuseur : Foot+ Arbitrage : William Lavis |

| Match 5            | FC Metz (L2)             | 2 - 1   | Grenoble Foot 38 (L2)                                       | Stade Saint-Symphorien, Longeville-lès-Metz                      |                                                                  |
| 14 août 2018 20h00 | Niane 71e 90+3e (pen.)   | (0 - 1) | 17e Chergui                                                 | Spectateurs : 9 494 Diffuseur : Foot+ Arbitrage : Mehdi Mokhtari | Spectateurs : 9 494 Diffuseur : Foot+ Arbitrage : Mehdi Mokhtari |
| 14 août 2018 20h00 | Niane 29e · Monteiro 54e | Rapport | 57e Elogo · 70e Bengriba · 90+4e Dady N'Goy · 90+7e Taravel | Spectateurs : 9 494 Diffuseur : Foot+ Arbitrage : Mehdi Mokhtari | Spectateurs : 9 494 Diffuseur : Foot+ Arbitrage : Mehdi Mokhtari |

| Match 6            | FC Sochaux-Montbéliard (L2)                          | 1 - 1             | Stade brestois 29 (L2)                                  | Stade Auguste-Bonal, Montbéliard                                 |                                                                  |
| 14 août 2018 20h00 | Chardonnet 73e (csc)                                 | (0 - 1)           | 25e Autret                                              | Spectateurs : 5 887 Diffuseur : Foot+ Arbitrage : Romain Delpech | Spectateurs : 5 887 Diffuseur : Foot+ Arbitrage : Romain Delpech |
| 14 août 2018 20h00 | Josema 68e                                           | Rapport           | 30e Castelletto ·                                       | Spectateurs : 5 887 Diffuseur : Foot+ Arbitrage : Romain Delpech | Spectateurs : 5 887 Diffuseur : Foot+ Arbitrage : Romain Delpech |
| 14 août 2018 20h00 | Robinet · Madger · Demirović · Páez · Sané · Pendant | Tirs au but 3 - 4 | Autret · Chardonnet · Butin · Pi · Charbonnier · Diallo | Spectateurs : 5 887 Diffuseur : Foot+ Arbitrage : Romain Delpech | Spectateurs : 5 887 Diffuseur : Foot+ Arbitrage : Romain Delpech |

| Match 7            | Quevilly-Rouen Métropole (N) | 1 - 2   | ES Troyes AC (L2)                | Stade Robert-Diochon, Le Petit-Quevilly        |                                                |
| 14 août 2018 20h00 | Rogie 30e                    | (1 - 2) | 42e Tchimbembé · 45+2e Raveloson | Spectateurs : 1 264 Arbitrage : Aurélien Petit | Spectateurs : 1 264 Arbitrage : Aurélien Petit |
| 14 août 2018 20h00 | Vignaud 35e                  | Rapport | 74e Giraudon                     | Spectateurs : 1 264 Arbitrage : Aurélien Petit | Spectateurs : 1 264 Arbitrage : Aurélien Petit |

| Match 8            | Paris FC (L2)                            | 0 - 0             | AC Ajaccio (L2)               | Stade Charléty, Paris                                               |                                                                     |
| 14 août 2018 20h00 |                                          | (0 - 0)           |                               | Spectateurs : 1 820 Diffuseur : Foot+ Arbitrage : Faouzi Benchabane | Spectateurs : 1 820 Diffuseur : Foot+ Arbitrage : Faouzi Benchabane |
| 14 août 2018 20h00 |                                          | Rapport           | 50e Boé-Kane ·                | Spectateurs : 1 820 Diffuseur : Foot+ Arbitrage : Faouzi Benchabane | Spectateurs : 1 820 Diffuseur : Foot+ Arbitrage : Faouzi Benchabane |
| 14 août 2018 20h00 | Gbelle · Azevedo · Kouamé · Lopez · Bong | Tirs au but 3 - 4 | Mendes · Nouri · Laçi · Cabit | Spectateurs : 1 820 Diffuseur : Foot+ Arbitrage : Faouzi Benchabane | Spectateurs : 1 820 Diffuseur : Foot+ Arbitrage : Faouzi Benchabane |

| Match 9            | LB Châteauroux (L2)                    | 1 - 0   | Chamois niortais FC (L2) | Stade Gaston-Petit, Châteauroux                    |                                                    |
| 14 août 2018 20h00 | Livolant 25e                           | (1 - 0) |                          | Spectateurs : 2 317 Arbitrage : Benjamin Lepaysant | Spectateurs : 2 317 Arbitrage : Benjamin Lepaysant |
| 14 août 2018 20h00 | M'Boné 21e · Livolant 52e · Fofana 77e | Rapport | 80e Dacosta              | Spectateurs : 2 317 Arbitrage : Benjamin Lepaysant | Spectateurs : 2 317 Arbitrage : Benjamin Lepaysant |

| Match 10           | US Orléans (L2)                                                     | 1 - 1             | AS Béziers (L2)                                                | Stade de la Source, Orléans                      |                                                  |
| 14 août 2018 20h00 | Ziani 80e (pen.)                                                    | (0 - 1)           | 11e Sidibé                                                     | Spectateurs : 2 185 Arbitrage : Yohann Rouinsard | Spectateurs : 2 185 Arbitrage : Yohann Rouinsard |
| 14 août 2018 20h00 | Pinaud 64e, 90+1e                                                   | Rapport           | 60e Diakota · 69e Etou ·                                       | Spectateurs : 2 185 Arbitrage : Yohann Rouinsard | Spectateurs : 2 185 Arbitrage : Yohann Rouinsard |
| 14 août 2018 20h00 | Bouby · Le Tallec · Tell · El Khoumisti · Ziani · Demoncy · Furtado | Tirs au but 6 - 5 | Elissalt · Nouri · Etou · Sidibé · Sissoko · Cidinho · Lingani | Spectateurs : 2 185 Arbitrage : Yohann Rouinsard | Spectateurs : 2 185 Arbitrage : Yohann Rouinsard |

| Match 11           | Valenciennes FC (L2) | 0 - 1   | FC Lorient (L2) | Stade du Hainaut, Valenciennes                                           |                                                                          |
| 14 août 2018 20h45 |                      | (0 - 1) | 26e Edjouma     | Spectateurs : 4 735 Diffuseur : Canal+ Sport Arbitrage : Bastien Dechepy | Spectateurs : 4 735 Diffuseur : Canal+ Sport Arbitrage : Bastien Dechepy |
| 14 août 2018 20h45 | Arib 46e · Ambri 58e | Rapport |                 | Spectateurs : 4 735 Diffuseur : Canal+ Sport Arbitrage : Bastien Dechepy | Spectateurs : 4 735 Diffuseur : Canal+ Sport Arbitrage : Bastien Dechepy |

| Match 12           | AJ Auxerre (L2)               | 3 - 1   | GFC Ajaccio (L2)                  | Stade de l'Abbé-Deschamps, Auxerre              |                                                 |
| 14 août 2018 20h00 | Mancini 41e 48e · Bizet 90+3e | (1 - 1) | 45+2e (pen.) Gomis                | Spectateurs : 4 454 Arbitrage : Sylvain Palhies | Spectateurs : 4 454 Arbitrage : Sylvain Palhies |
| 14 août 2018 20h00 | Arcus 45e · Goujon 68e        | Rapport | 7e Mohamed Medfai · 67e Campanini | Spectateurs : 4 454 Arbitrage : Sylvain Palhies | Spectateurs : 4 454 Arbitrage : Sylvain Palhies |

#### Deuxième tour
Les six rencontres se jouent le mardi 28 août 2018.
Le tirage au sort a lieu en même temps que celui du premier tour.
| Match 1            | AC Ajaccio (L2) | 0 - 1   | FC Lorient (L2)        | Stade François-Coty, Ajaccio                                           |                                                                        |
| 28 août 2018 18h30 |                 | (0 - 1) | 21e Courtet            | Spectateurs : 1 467 Diffuseur : Canal+ Sport Arbitrage : Benoît Millot | Spectateurs : 1 467 Diffuseur : Canal+ Sport Arbitrage : Benoît Millot |
| 28 août 2018 18h30 | Choplin 22e     | Rapport | 53e Ponceu · 78e Wadja | Spectateurs : 1 467 Diffuseur : Canal+ Sport Arbitrage : Benoît Millot | Spectateurs : 1 467 Diffuseur : Canal+ Sport Arbitrage : Benoît Millot |

| Match 2            | RC Lens (L2)                   | 1 - 1             | FC Metz (L2)                               | Stade Bollaert-Delelis, Lens                                            |                                                                         |
| 28 août 2018 20h45 | Ba 87e                         | (0 - 1)           | 45e Jallow                                 | Spectateurs : 14 963 Diffuseur : Canal+ Sport Arbitrage : Olivier Thual | Spectateurs : 14 963 Diffuseur : Canal+ Sport Arbitrage : Olivier Thual |
| 28 août 2018 20h45 |                                | Rapport           | 29e Traoré · 36e Monteiro · 54e Gakpa ·    | Spectateurs : 14 963 Diffuseur : Canal+ Sport Arbitrage : Olivier Thual | Spectateurs : 14 963 Diffuseur : Canal+ Sport Arbitrage : Olivier Thual |
| 28 août 2018 20h45 | Ba · Fortuné · Chouiar · Gomis | Tirs au but 3 - 5 | Niane · Gakpa · Balliu · Rivierez · Diallo | Spectateurs : 14 963 Diffuseur : Canal+ Sport Arbitrage : Olivier Thual | Spectateurs : 14 963 Diffuseur : Canal+ Sport Arbitrage : Olivier Thual |

| Match 3            | Le Havre AC (L2)                                                       | 3 - 3           | Stade brestois 29 (L2)                                              | Stade Océane, Le Havre                                            |                                                                   |
| 28 août 2018 20h00 | Gory 21e 36e · Moussiti-Oko 50e                                        | (2 - 0)         | 67e Chardonnet · 67e Autret · 69e Castelletto                       | Spectateurs : 3 663 Diffuseur : Foot+ Arbitrage : Sylvain Palhies | Spectateurs : 3 663 Diffuseur : Foot+ Arbitrage : Sylvain Palhies |
| 28 août 2018 20h00 |                                                                        | Rapport         | 82e Henry ·                                                         | Spectateurs : 3 663 Diffuseur : Foot+ Arbitrage : Sylvain Palhies | Spectateurs : 3 663 Diffuseur : Foot+ Arbitrage : Sylvain Palhies |
| 28 août 2018 20h00 | Mayembo · Basque · Ferhat · Özdemir · Moussiti-Oko · Lekhal · Assifuah | Tirs au but 6-5 | Autret · Chardonnet · Butin · Belkebla · Charbonnier · Pi · Bernard | Spectateurs : 3 663 Diffuseur : Foot+ Arbitrage : Sylvain Palhies | Spectateurs : 3 663 Diffuseur : Foot+ Arbitrage : Sylvain Palhies |

| Match 4            | AS Nancy-Lorraine (L2)               | 1 - 1             | US Orléans (L2)                                 | Stade Marcel-Picot, Tomblaine                                       |                                                                     |
| 28 août 2018 20h00 | Bassouamina 75e                      | (0 - 0)           | 61e Demoncy                                     | Spectateurs : 7 296 Diffuseur : Foot+ Arbitrage : Faouzi Benchabane | Spectateurs : 7 296 Diffuseur : Foot+ Arbitrage : Faouzi Benchabane |
| 28 août 2018 20h00 | Seka 23e · Muratori 60e · Diagne 65e | Rapport           | 22e Mandanne · 90+2e Pinaud ·                   | Spectateurs : 7 296 Diffuseur : Foot+ Arbitrage : Faouzi Benchabane | Spectateurs : 7 296 Diffuseur : Foot+ Arbitrage : Faouzi Benchabane |
| 28 août 2018 20h00 | Dalé · Muratori · Marchetti · Diagne | Tirs au but 3 - 5 | Bouby · Demoncy · Tell · Monfray · El Khoumisti | Spectateurs : 7 296 Diffuseur : Foot+ Arbitrage : Faouzi Benchabane | Spectateurs : 7 296 Diffuseur : Foot+ Arbitrage : Faouzi Benchabane |

| Match 5            | AJ Auxerre (L2)              | 2 - 1   | LB Châteauroux (L2)                        | Stade de l'Abbé-Deschamps, Auxerre                              |                                                                 |
| 28 août 2018 20h00 | Souprayen 37e · Marcelin 54e | (1 - 1) | 23e Diarra                                 | Spectateurs : 4 281 Diffuseur : Foot+ Arbitrage : William Lavis | Spectateurs : 4 281 Diffuseur : Foot+ Arbitrage : William Lavis |
| 28 août 2018 20h00 | Mancini 61e · Laiton 87e     | Rapport | 35e Mandanne · 84e Merghem · 90+3e Boukari | Spectateurs : 4 281 Diffuseur : Foot+ Arbitrage : William Lavis | Spectateurs : 4 281 Diffuseur : Foot+ Arbitrage : William Lavis |

| Match 6            | ES Troyes AC (L2)                       | 3 - 1   | Clermont Foot 63 (L2) | Stade de l'Aube, Troyes                                            |                                                                    |
| 28 août 2018 20h00 | Ben Saada 10e · Tinhan 49e · Mbeumo 66e | (1 - 0) | 65e Gastien           | Spectateurs : 2 805 Diffuseur : Foot+ Arbitrage : Yohann Rouinsard | Spectateurs : 2 805 Diffuseur : Foot+ Arbitrage : Yohann Rouinsard |
| 28 août 2018 20h00 | Pelé 58e · Giraudon 72e                 | Rapport | 60e Gastien           | Spectateurs : 2 805 Diffuseur : Foot+ Arbitrage : Yohann Rouinsard | Spectateurs : 2 805 Diffuseur : Foot+ Arbitrage : Yohann Rouinsard |

### Phase finale

#### Seizièmes de finale
Les six vainqueurs du deuxième tour sont rejoints par les quatorze équipes de Ligue 1 qui ne participent à aucune coupe d'Europe. Les dix rencontres sont jouées le mardi 30 et le mercredi 31 octobre 2018.
Le tirage au sort de ce tour a lieu le mercredi 12 septembre 2018.
| Match 1               | Montpellier Hérault SC (L1) | 0 - 3   | FC Nantes (L1)                                          | Stade de la Mosson, Montpellier                                        |                                                                        |
| 30 octobre 2018 18h45 |                             | (0 - 0) | 58e Coulibaly · 80e Waris · 90+4e Sala                  | Spectateurs : 6 744 Diffuseur : Canal+ Sport Arbitrage : Olivier Thual | Spectateurs : 6 744 Diffuseur : Canal+ Sport Arbitrage : Olivier Thual |
| 30 octobre 2018 18h45 | Cozza 44e · Mendes 74e      | Rapport | 25e Waris · 35e Evangelista · 74e Girotto · 84e Rongier | Spectateurs : 6 744 Diffuseur : Canal+ Sport Arbitrage : Olivier Thual | Spectateurs : 6 744 Diffuseur : Canal+ Sport Arbitrage : Olivier Thual |

| Match 2               | RC Strasbourg (L1)       | 2 - 0   | LOSC Lille (L1) | Stade de la Meinau, Strasbourg                                              |                                                                             |
| 30 octobre 2018 21h05 | Fofana 13e · Liénard 82e | (1 - 0) |                 | Spectateurs : 16 821 Diffuseur : Canal+ Sport Arbitrage : Hakim Ben El Hadj | Spectateurs : 16 821 Diffuseur : Canal+ Sport Arbitrage : Hakim Ben El Hadj |
| 30 octobre 2018 21h05 | Grimm 16e                | Rapport |                 | Spectateurs : 16 821 Diffuseur : Canal+ Sport Arbitrage : Hakim Ben El Hadj | Spectateurs : 16 821 Diffuseur : Canal+ Sport Arbitrage : Hakim Ben El Hadj |

| Match 3               | OGC Nice (L1)                       | 3 - 2   | AJ Auxerre (L2)                      | Allianz Riviera, Nice                                                       |                                                                             |
| 31 octobre 2018 18h45 | Maolida 17e · Walter 41e 80e (pen.) | (2 - 0) | 57e Dugimont · 82e Philippoteaux     | Spectateurs : 15 701 Diffuseur : Canal+ Sport Arbitrage : Bartolomeu Varela | Spectateurs : 15 701 Diffuseur : Canal+ Sport Arbitrage : Bartolomeu Varela |
| 31 octobre 2018 18h45 |                                     | Rapport | 22e Ba · 87e Marcelin · 90+4e Adéoti | Spectateurs : 15 701 Diffuseur : Canal+ Sport Arbitrage : Bartolomeu Varela | Spectateurs : 15 701 Diffuseur : Canal+ Sport Arbitrage : Bartolomeu Varela |

| Match 4               | Toulouse FC (L1)     | 0 - 1   | FC Lorient (L2) | Stadium de Toulouse, Toulouse                                             |                                                                           |
| 31 octobre 2018 21h05 |                      | (0 - 0) | 74e Bila        | Spectateurs : 8 445 Diffuseur : France 3, Foot+ Arbitrage : Florent Batta | Spectateurs : 8 445 Diffuseur : France 3, Foot+ Arbitrage : Florent Batta |
| 31 octobre 2018 21h05 | Sylla 28e · Yago 45e | Rapport | 32e Kamissoko   | Spectateurs : 8 445 Diffuseur : France 3, Foot+ Arbitrage : Florent Batta | Spectateurs : 8 445 Diffuseur : France 3, Foot+ Arbitrage : Florent Batta |

| Match 5               | Stade de Reims (L1)                         | 1 - 1             | US Orléans (L2)                                           | Stade Auguste-Delaune, Reims                                                     |                                                                                  |
| 31 octobre 2018 21h05 | Ojo 88e                                     | (0 - 0)           | 61e Tell                                                  | Spectateurs : 5 237 Diffuseur : France.tv Sport, Foot+ Arbitrage : William Lavis | Spectateurs : 5 237 Diffuseur : France.tv Sport, Foot+ Arbitrage : William Lavis |
| 31 octobre 2018 21h05 |                                             | Rapport           | 42e Mutombo · 56e Lecœuche · 90e Le Tallec · 90+2e Tell · | Spectateurs : 5 237 Diffuseur : France.tv Sport, Foot+ Arbitrage : William Lavis | Spectateurs : 5 237 Diffuseur : France.tv Sport, Foot+ Arbitrage : William Lavis |
| 31 octobre 2018 21h05 | Chavarria · Kamara · Oudin · Ojo · Fontaine | Tirs au but 2 - 3 | Lecoeuche · Demoncy · Tell · Le Tallec · Cambon           | Spectateurs : 5 237 Diffuseur : France.tv Sport, Foot+ Arbitrage : William Lavis | Spectateurs : 5 237 Diffuseur : France.tv Sport, Foot+ Arbitrage : William Lavis |

| Match 6               | Dijon FCO (L1)         | 3 - 1   | SM Caen (L1)               | Stade Gaston-Gérard, Dijon                                                       |                                                                                  |
| 31 octobre 2018 21h05 | Saïd 4e 79e · Sliti 7e | (2 - 0) | 50e Khaoui                 | Spectateurs : 10 193 Diffuseur : France 3 Régions, Foot+ Arbitrage : Johan Hamel | Spectateurs : 10 193 Diffuseur : France 3 Régions, Foot+ Arbitrage : Johan Hamel |
| 31 octobre 2018 21h05 | Yambéré 58e · Saïd 65e | Rapport | 56e Crivelli · 58e Mbengue | Spectateurs : 10 193 Diffuseur : France 3 Régions, Foot+ Arbitrage : Johan Hamel | Spectateurs : 10 193 Diffuseur : France 3 Régions, Foot+ Arbitrage : Johan Hamel |

| Match 7               | FC Metz (L2) | 1 - 2   | Amiens SC (L1)             | Stade Saint-Symphorien, Longeville-lès-Metz                                           |                                                                                       |
| 31 octobre 2018 21h05 | Rivière 71e  | (0 - 1) | 6e (csc) Niane · 72e Otero | Spectateurs : 5 220 Diffuseur : France 3 Régions, Foot+ Arbitrage : Nicolas Rainville | Spectateurs : 5 220 Diffuseur : France 3 Régions, Foot+ Arbitrage : Nicolas Rainville |
| 31 octobre 2018 21h05 | Oukidja 89e  | Rapport | 47e Kurzawa · 90+4e Ganso  | Spectateurs : 5 220 Diffuseur : France 3 Régions, Foot+ Arbitrage : Nicolas Rainville | Spectateurs : 5 220 Diffuseur : France 3 Régions, Foot+ Arbitrage : Nicolas Rainville |

| Match 8               | EA Guingamp (L1)                            | 0 - 0             | Angers SCO (L1)                                   | Stade de Roudourou, Guingamp                                                    |                                                                                 |
| 31 octobre 2018 21h05 |                                             | (0 - 0)           |                                                   | Spectateurs : 11 630 Diffuseur : France 3 Régions, Foot+ Arbitrage : Karim Abed | Spectateurs : 11 630 Diffuseur : France 3 Régions, Foot+ Arbitrage : Karim Abed |
| 31 octobre 2018 21h05 | Rapport                                     |                   |                                                   | Spectateurs : 11 630 Diffuseur : France 3 Régions, Foot+ Arbitrage : Karim Abed | Spectateurs : 11 630 Diffuseur : France 3 Régions, Foot+ Arbitrage : Karim Abed |
| 31 octobre 2018 21h05 | Eboa Eboa · Coco · Ngbakoto · Fofana · Blas | Tirs au but 3 - 2 | Kanga · Capelle · Bertrand · Santamaria · Fulgini | Spectateurs : 11 630 Diffuseur : France 3 Régions, Foot+ Arbitrage : Karim Abed | Spectateurs : 11 630 Diffuseur : France 3 Régions, Foot+ Arbitrage : Karim Abed |

| Match 9               | Le Havre AC (L2)               | 2 - 0   | ES Troyes AC (L2)           | Stade Océane, Le Havre                                             |                                                                    |
| 31 octobre 2018 21h05 | Lekhal 25e · Bonnet 30e (pen.) | (2 - 0) |                             | Spectateurs : 4 009 Diffuseur : Foot+ Arbitrage : Yohann Rouinsard | Spectateurs : 4 009 Diffuseur : Foot+ Arbitrage : Yohann Rouinsard |
| 31 octobre 2018 21h05 | Özdemir 20e · Abdelli 83e      | Rapport | 42e Vizcarrondo · 55e Poaty | Spectateurs : 4 009 Diffuseur : Foot+ Arbitrage : Yohann Rouinsard | Spectateurs : 4 009 Diffuseur : Foot+ Arbitrage : Yohann Rouinsard |

| Match 10               | Nîmes Olympique (L1)                           | 1 - 1             | AS Saint-Étienne (L1)               | Stade des Costières, Nîmes                                                       |                                                                                  |
| 27 novembre 2018 19h00 | Bouanga 90e                                    | (0 - 0)           | 81e Berić                           | Spectateurs : 6 260 Diffuseur : Canal+ Sport, France 4 Arbitrage : Mikaël Lesage | Spectateurs : 6 260 Diffuseur : Canal+ Sport, France 4 Arbitrage : Mikaël Lesage |
| 27 novembre 2018 19h00 | Hsissane 23e                                   | Rapport           | 5e Dioussé · 72e Khazri ·           | Spectateurs : 6 260 Diffuseur : Canal+ Sport, France 4 Arbitrage : Mikaël Lesage | Spectateurs : 6 260 Diffuseur : Canal+ Sport, France 4 Arbitrage : Mikaël Lesage |
| 27 novembre 2018 19h00 | Savanier · Bobichon · Bouanga · Alioui · Bozok | Tirs au but 4 - 2 | Khazri · M'Vila · Salibur · Polomat | Spectateurs : 6 260 Diffuseur : Canal+ Sport, France 4 Arbitrage : Mikaël Lesage | Spectateurs : 6 260 Diffuseur : Canal+ Sport, France 4 Arbitrage : Mikaël Lesage |

#### Huitièmes de finale
Les huitièmes de finale se déroulent le mardi 18 et le mercredi 19 décembre 2018 ce tour est marqué par l'arrivée des six clubs européens.

Le tirage au sort de ce tour a lieu le mercredi 14 novembre 2018.
| Match 1                | US Orléans (L2) | 1 - 2   | Paris Saint-Germain (L1) | Stade de la Source, Orléans                                                 |                                                                             |
| 18 décembre 2018 21h00 | Lopy 69e        | (0 - 1) | 41e Cavani · 81e Diaby   | Spectateurs : 7 812 Diffuseur : Canal+ Sport Arbitrage : Jérôme Miguelgorry | Spectateurs : 7 812 Diffuseur : Canal+ Sport Arbitrage : Jérôme Miguelgorry |
| 18 décembre 2018 21h00 | Le Tallec 30e   | Rapport | 82e Bernat               | Spectateurs : 7 812 Diffuseur : Canal+ Sport Arbitrage : Jérôme Miguelgorry | Spectateurs : 7 812 Diffuseur : Canal+ Sport Arbitrage : Jérôme Miguelgorry |

| Match 2                | Amiens SC (L1)                                       | 2 - 3   | Olympique lyonnais (L1)                         | Stade de la Licorne, Amiens                                         |                                                                     |
| 19 décembre 2018 18h45 | Denayer 70e (csc) · Timite 90+1e                     | (0 - 2) | 20e (pen.) Dembélé · 45+2e Traoré · 60e Terrier | Spectateurs : 7 327 Diffuseur : Canal+ Sport Arbitrage : Karim Abed | Spectateurs : 7 327 Diffuseur : Canal+ Sport Arbitrage : Karim Abed |
| 19 décembre 2018 18h45 | Adenon 19e, 26e · Kurzawa 31e · Otero 39e · Blin 90e | Rapport | 39e Marçal · 42e Terrier                        | Spectateurs : 7 327 Diffuseur : Canal+ Sport Arbitrage : Karim Abed | Spectateurs : 7 327 Diffuseur : Canal+ Sport Arbitrage : Karim Abed |

| Match 3                | Olympique de Marseille (L1)    | 1 - 1             | RC Strasbourg (L1)                     | Stade Vélodrome, Marseille                                                       |                                                                                  |
| 19 décembre 2018 21h05 | Gustavo 80e                    | (0 - 1)           | 18e (pen.) Martin                      | Spectateurs : 8 200 Diffuseur : Canal+ Décalé, France 3 Arbitrage : Ruddy Buquet | Spectateurs : 8 200 Diffuseur : Canal+ Décalé, France 3 Arbitrage : Ruddy Buquet |
| 19 décembre 2018 21h05 | Payet 89e                      | Rapport           | 89e Martin ·                           | Spectateurs : 8 200 Diffuseur : Canal+ Décalé, France 3 Arbitrage : Ruddy Buquet | Spectateurs : 8 200 Diffuseur : Canal+ Décalé, France 3 Arbitrage : Ruddy Buquet |
| 19 décembre 2018 21h05 | Lopez · Payet · Gustavo · Rami | Tirs au but 2 - 4 | Liénard · Thomasson · Mothiba · Martin | Spectateurs : 8 200 Diffuseur : Canal+ Décalé, France 3 Arbitrage : Ruddy Buquet | Spectateurs : 8 200 Diffuseur : Canal+ Décalé, France 3 Arbitrage : Ruddy Buquet |

| Match 4                | OGC Nice (L1)                        | 0 - 0             | EA Guingamp (L1)             | Allianz Riviera, Nice                                            |                                                                  |
| 19 décembre 2018 21h05 |                                      | (0 - 0)           |                              | Spectateurs : 12 714 Diffuseur : Foot+ Arbitrage : Mikaël Lesage | Spectateurs : 12 714 Diffuseur : Foot+ Arbitrage : Mikaël Lesage |
| 19 décembre 2018 21h05 | Dante 24e · Danilo 67e               | Rapport           | 33e Fofana · 73e Tabanou ·   | Spectateurs : 12 714 Diffuseur : Foot+ Arbitrage : Mikaël Lesage | Spectateurs : 12 714 Diffuseur : Foot+ Arbitrage : Mikaël Lesage |
| 19 décembre 2018 21h05 | Lees-Melou · Dante · Walter · Jallet | Tirs au but 1 - 3 | Mendy · Eboa Eboa · Ngbakoto | Spectateurs : 12 714 Diffuseur : Foot+ Arbitrage : Mikaël Lesage | Spectateurs : 12 714 Diffuseur : Foot+ Arbitrage : Mikaël Lesage |

| Match 5                | AS Monaco (L1)           | 1 - 0   | FC Lorient (L2) | Stade Louis-II, Monaco                                          |                                                                 |
| 19 décembre 2018 21h05 | Biancone 70e             | (0 - 0) |                 | Spectateurs : 6 068 Diffuseur : Foot+ Arbitrage : Benoît Millot | Spectateurs : 6 068 Diffuseur : Foot+ Arbitrage : Benoît Millot |
| 19 décembre 2018 21h05 | Panzo 13e · Grandsir 84e | Rapport | 86e Wadja       | Spectateurs : 6 068 Diffuseur : Foot+ Arbitrage : Benoît Millot | Spectateurs : 6 068 Diffuseur : Foot+ Arbitrage : Benoît Millot |

| Match 6                | Stade rennais FC (L1)       | 2 - 1   | FC Nantes (L1)          | Roazhon Park, Rennes                                                     |                                                                          |
| 19 décembre 2018 21h05 | Mexer 60e · Da Silva 89e    | (0 - 0) | 49e Waris               | Spectateurs : 19 435 Diffuseur : Canal+ Sport Arbitrage : Benoît Bastien | Spectateurs : 19 435 Diffuseur : Canal+ Sport Arbitrage : Benoît Bastien |
| 19 décembre 2018 21h05 | Traoré 51e · Bourigeaud 55e | Rapport | 26e Waris · 43e Kwateng | Spectateurs : 19 435 Diffuseur : Canal+ Sport Arbitrage : Benoît Bastien | Spectateurs : 19 435 Diffuseur : Canal+ Sport Arbitrage : Benoît Bastien |

| Match 7                | Dijon FCO (L1)            | 0 - 1   | Girondins de Bordeaux (L1) | Stade Gaston-Gérard, Dijon                                      |                                                                 |
| 19 décembre 2018 21h05 |                           | (0 - 1) | 66e Bašić                  | Spectateurs : 4 661 Diffuseur : Foot+ Arbitrage : Florent Batta | Spectateurs : 4 661 Diffuseur : Foot+ Arbitrage : Florent Batta |
| 19 décembre 2018 21h05 | Balmont 10e · Haddadi 74e | Rapport | 16e Palencia · 43e Kalu    | Spectateurs : 4 661 Diffuseur : Foot+ Arbitrage : Florent Batta | Spectateurs : 4 661 Diffuseur : Foot+ Arbitrage : Florent Batta |

| Match 8                | Le Havre AC (L2)                                | 2 - 1   | Nîmes Olympique (L1)                                 | Stade Océane, Le Havre                                              |                                                                     |
| 19 décembre 2018 21h05 | Kadewere 33e · Bonnet 58e                       | (1 - 1) | 38e Bobichon                                         | Spectateurs : 6 150 Diffuseur : Foot+ Arbitrage : François Letexier | Spectateurs : 6 150 Diffuseur : Foot+ Arbitrage : François Letexier |
| 19 décembre 2018 21h05 | Gory 5e · Mayembo 36e · Bonnet 50e · Lekhal 72e | Rapport | 11e Depres · 54e Maouassa · 61e Bozok · 90e Savanier | Spectateurs : 6 150 Diffuseur : Foot+ Arbitrage : François Letexier | Spectateurs : 6 150 Diffuseur : Foot+ Arbitrage : François Letexier |

#### Quarts de finale
Les quarts de finale se déroulent le mardi 8 et le mercredi 9 janvier 2019.
Le tirage au sort de ce tour a lieu le mercredi 19 décembre 2018.
L'arbitrage vidéo est présent à partir de ce tour.
| Match 1              | Olympique lyonnais (L1) | 1 - 2   | RC Strasbourg (L1)            | Parc Olympique lyonnais, Décines-Charpieu                          |                                                                    |
| 8 janvier 2019 21h00 | Traoré 49e              | (0 - 1) | 26e (pen.) Ajorque · 52e Koné | Spectateurs : 21 721 Diffuseur : Canal+ Arbitrage : Clément Turpin | Spectateurs : 21 721 Diffuseur : Canal+ Arbitrage : Clément Turpin |
| 8 janvier 2019 21h00 |                         | Rapport | 39e Caci · 74e Thomasson      | Spectateurs : 21 721 Diffuseur : Canal+ Arbitrage : Clément Turpin | Spectateurs : 21 721 Diffuseur : Canal+ Arbitrage : Clément Turpin |

| Match 2              | AS Monaco (L1)                                                                                            | 1 - 1             | Stade rennais FC (L1)                                                                                 | Stade Louis-II, Monaco                                                  |                                                                         |
| 9 janvier 2019 18h45 | Lopes 55e                                                                                                 | (0 - 1)           | 30e Bourigeaud                                                                                        | Spectateurs : 6 022 Diffuseur : Canal+ Sport Arbitrage : Amaury Delerue | Spectateurs : 6 022 Diffuseur : Canal+ Sport Arbitrage : Amaury Delerue |
| 9 janvier 2019 18h45 | Lopes 24e · Serrano 29e · Tielemans 50e                                                                   | Rapport           | 74e Bensebaini ·                                                                                      | Spectateurs : 6 022 Diffuseur : Canal+ Sport Arbitrage : Amaury Delerue | Spectateurs : 6 022 Diffuseur : Canal+ Sport Arbitrage : Amaury Delerue |
| 9 janvier 2019 18h45 | Pelé · Tielemans · Aït Bennasser · Isidor · Glik · Naldo · Diop · Lopes · Serrano · Henrichs · Badiashile | Tirs au but 8 - 7 | Niang · Grenier · Ben Arfa · André · Zeffane · Da Silva · Sarr · Bourigeaud · Mexer · Traoré · Koubek | Spectateurs : 6 022 Diffuseur : Canal+ Sport Arbitrage : Amaury Delerue | Spectateurs : 6 022 Diffuseur : Canal+ Sport Arbitrage : Amaury Delerue |

| Match 3              | Girondins de Bordeaux (L1)   | 1 - 0   | Le Havre AC (L2) | Matmut Atlantique, Bordeaux                                            |                                                                        |
| 9 janvier 2019 21h05 | Kalu 70e                     | (0 - 0) |                  | Spectateurs : 7 600 Diffuseur : Canal+ Décalé Arbitrage : Ruddy Buquet | Spectateurs : 7 600 Diffuseur : Canal+ Décalé Arbitrage : Ruddy Buquet |
| 9 janvier 2019 21h05 | Kalu 45e · de Préville 90+3e | Rapport | 29e Basque       | Spectateurs : 7 600 Diffuseur : Canal+ Décalé Arbitrage : Ruddy Buquet | Spectateurs : 7 600 Diffuseur : Canal+ Décalé Arbitrage : Ruddy Buquet |

| Match 4              | Paris Saint-Germain (L1)                     | 1 - 2   | EA Guingamp (L1)                          | Parc des Princes, Paris                                                            |                                                                                    |
| 9 janvier 2019 21h05 | Neymar 64e                                   | (0 - 0) | 83e (pen.) Ngbakoto · 90+3e (pen.) Thuram | Spectateurs : 47 576 Diffuseur : Canal+ Sport, France 3 Arbitrage : Benoît Bastien | Spectateurs : 47 576 Diffuseur : Canal+ Sport, France 3 Arbitrage : Benoît Bastien |
| 9 janvier 2019 21h05 | Verratti 90+6e · Cavani 90+6e · Neymar 90+6e | Rapport |                                           | Spectateurs : 47 576 Diffuseur : Canal+ Sport, France 3 Arbitrage : Benoît Bastien | Spectateurs : 47 576 Diffuseur : Canal+ Sport, France 3 Arbitrage : Benoît Bastien |

#### Demi-finales
Les demi-finales sont prévues le mardi 29 et le mercredi 30 janvier 2019. Le tirage au sort de ce tour eut lieu le jeudi 10 janvier 2019.
| Match 1               | EA Guingamp (L1)                                             | 2 - 2             | AS Monaco (L1)                                                      | Stade de Roudourou, Guingamp                                                       |                                                                                    |
| 29 janvier 2019 21h05 | Mendy 46e · Thuram 55e                                       | (0 - 2)           | 18e Lopes · 24e Golovine                                            | Spectateurs : 11 216 Diffuseur : France 2, Canal+ Sport Arbitrage : Jérôme Brisard | Spectateurs : 11 216 Diffuseur : France 2, Canal+ Sport Arbitrage : Jérôme Brisard |
| 29 janvier 2019 21h05 | Ndong 39e                                                    | Rapport           | 14e Vainqueur · 61e Ballo-Touré ·                                   | Spectateurs : 11 216 Diffuseur : France 2, Canal+ Sport Arbitrage : Jérôme Brisard | Spectateurs : 11 216 Diffuseur : France 2, Canal+ Sport Arbitrage : Jérôme Brisard |
| 29 janvier 2019 21h05 | Rodelin · Roux · Eboa Eboa · Rebocho · Thuram · Phiri · Coco | Tirs au but 5 - 4 | Fàbregas · Ballo-Touré · Jemerson · Henrichs · Glik · Sidibé · Diop | Spectateurs : 11 216 Diffuseur : France 2, Canal+ Sport Arbitrage : Jérôme Brisard | Spectateurs : 11 216 Diffuseur : France 2, Canal+ Sport Arbitrage : Jérôme Brisard |

| Match 2               | RC Strasbourg (L1)            | 3 - 2   | Girondins de Bordeaux (L1) | Stade de la Meinau, Strasbourg                                     |                                                                    |
| 30 janvier 2019 18h45 | Ajorque 49e · Mothiba 55e 60e | (0 - 1) | 14e Sankharé · 82e Briand  | Spectateurs : 25 090 Diffuseur : Canal+ Arbitrage : Antony Gautier | Spectateurs : 25 090 Diffuseur : Canal+ Arbitrage : Antony Gautier |
| 30 janvier 2019 18h45 | Sissoko 45e                   | Rapport | 82e Briand · 90+4e Bašić   | Spectateurs : 25 090 Diffuseur : Canal+ Arbitrage : Antony Gautier | Spectateurs : 25 090 Diffuseur : Canal+ Arbitrage : Antony Gautier |

#### Finale
La finale se déroule le samedi 30 mars 2019. Un tirage au sort a lieu afin de désigner l'équipe (en l’occurrence le RC Strasbourg) qui joue protocolairement « à domicile » la finale (choix des vestiaires, des plages d'entraînement et des maillots).
| Strasbourg ·   |                   |      |
| Titulaires :   |                   |      |
|                |                   |      |
| 30             | Bingourou Kamara  |      |
| 04             | Pablo Martinez    |      |
| 05             | Lamine Koné       | 88e  |
| 13             | Stefan Mitrović   |      |
| 19             | Anthony Caci      |      |
| 27             | Kenny Lala        |      |
| 14             | Sanjin Prcić      |      |
| 18             | Ibrahima Sissoko  | 116e |
| 26             | Adrien Thomasson  |      |
| 12             | Lebo Mothiba      | 79e  |
| 25             | Ludovic Ajorque   | 103e |
|                |                   |      |
| Remplaçants :  |                   |      |
| 01             | Matz Sels         |      |
| 23             | Lionel Carole     | 88e  |
| 11             | Dimitri Liénard   | 116e |
| 17             | Anthony Gonçalves |      |
| 22             | Youssouf Fofana   |      |
| 20             | Kévin Zohi        | 103e |
| 29             | Nuno Da Costa     | 79e  |
|                |                   |      |
| Entraîneur :   |                   |      |
| Thierry Laurey |                   |      |

| Guingamp ·         |                      |     |
| Titulaires :       |                      |     |
|                    |                      |     |
| 16                 | Marc-Aurèle Caillard |     |
| 05                 | Pedro Rebocho        |     |
| 15                 | Jérémy Sorbon        |     |
| 25                 | Cheick Traoré        |     |
| 29                 | Christophe Kerbrat   |     |
| 06                 | Lebogang Phiri       |     |
| 07                 | Ludovic Blas         | 97e |
| 21                 | Didier Ndong         |     |
| 10                 | Nicolas Benezet      | 84e |
| 11                 | Marcus Thuram        |     |
| 26                 | Nolan Roux           | 65e |
|                    |                      |     |
| Remplaçants :      |                      |     |
| 01                 | Karl-Johan Johnsson  |     |
| 03                 | Papy Djilobodji      |     |
| 20                 | Félix Eboa Eboa      |     |
| 19                 | Mehdi Merghem        |     |
| 22                 | Étienne Didot        | 97e |
| 09                 | Alexandre Mendy      | 65e |
| 23                 | Ronny Rodelin        | 84e |
|                    |                      |     |
| Entraîneur :       |                      |     |
| Jocelyn Gourvennec |                      |     |

| Strasbourg ·   |                   |      |
| Titulaires :   |                   |      |
|                |                   |      |
| 30             | Bingourou Kamara  |      |
| 04             | Pablo Martinez    |      |
| 05             | Lamine Koné       | 88e  |
| 13             | Stefan Mitrović   |      |
| 19             | Anthony Caci      |      |
| 27             | Kenny Lala        |      |
| 14             | Sanjin Prcić      |      |
| 18             | Ibrahima Sissoko  | 116e |
| 26             | Adrien Thomasson  |      |
| 12             | Lebo Mothiba      | 79e  |
| 25             | Ludovic Ajorque   | 103e |
|                |                   |      |
| Remplaçants :  |                   |      |
| 01             | Matz Sels         |      |
| 23             | Lionel Carole     | 88e  |
| 11             | Dimitri Liénard   | 116e |
| 17             | Anthony Gonçalves |      |
| 22             | Youssouf Fofana   |      |
| 20             | Kévin Zohi        | 103e |
| 29             | Nuno Da Costa     | 79e  |
|                |                   |      |
| Entraîneur :   |                   |      |
| Thierry Laurey |                   |      |

| Guingamp ·         |                      |     |
| Titulaires :       |                      |     |
|                    |                      |     |
| 16                 | Marc-Aurèle Caillard |     |
| 05                 | Pedro Rebocho        |     |
| 15                 | Jérémy Sorbon        |     |
| 25                 | Cheick Traoré        |     |
| 29                 | Christophe Kerbrat   |     |
| 06                 | Lebogang Phiri       |     |
| 07                 | Ludovic Blas         | 97e |
| 21                 | Didier Ndong         |     |
| 10                 | Nicolas Benezet      | 84e |
| 11                 | Marcus Thuram        |     |
| 26                 | Nolan Roux           | 65e |
|                    |                      |     |
| Remplaçants :      |                      |     |
| 01                 | Karl-Johan Johnsson  |     |
| 03                 | Papy Djilobodji      |     |
| 20                 | Félix Eboa Eboa      |     |
| 19                 | Mehdi Merghem        |     |
| 22                 | Étienne Didot        | 97e |
| 09                 | Alexandre Mendy      | 65e |
| 23                 | Ronny Rodelin        | 84e |
|                    |                      |     |
| Entraîneur :       |                      |     |
| Jocelyn Gourvennec |                      |     |

## Statistiques

### Nombre d'équipes par division et par tour
| Divisions / Manches               | Premier tour (12 rencontres) | Deuxième tour (6 rencontres) | Seizièmes de finale (10 rencontres) | Huitièmes de finale   | Quarts de finale      | Demi- finales         | Finale                | Vainqueur             |
| --------------------------------- | ---------------------------- | ---------------------------- | ----------------------------------- | --------------------- | --------------------- | --------------------- | --------------------- | --------------------- |
| Ligue 1 (clubs européens) 6 clubs | Exemptés                     | Exemptés                     | Exemptés                            | 6                     | 5                     | 2                     | plus d'équipe engagée | plus d'équipe engagée |
| Ligue 1 (non-européens) 14 clubs  | Exemptés                     | Exemptés                     | 14                                  | 7                     | 2                     | 2                     | 2                     | 1                     |
| Ligue 2 20 clubs                  | 20                           | 12                           | 6                                   | 3                     | 1                     | plus d'équipe engagée | plus d'équipe engagée | plus d'équipe engagée |
| National 4 clubs                  | 4                            | plus d'équipe engagée        | plus d'équipe engagée               | plus d'équipe engagée | plus d'équipe engagée | plus d'équipe engagée | plus d'équipe engagée | plus d'équipe engagée |
| Total                             | 24                           | 12                           | 20                                  | 16                    | 8                     | 4                     | 2                     | 1                     |

### Classement des buteurs
| #  | Buteur               | Club               | Buts | Pen | J | TJ  |
| -- | -------------------- | ------------------ | ---- | --- | - | --- |
| 1  | Mons Bassouamina     | AS Nancy-Lorraine  | 2    | 0   | 2 | 90  |
| 2  | Mathias Autret       | Stade brestois 29  | 2    | 0   | 2 | 118 |
| 3  | Bertrand Traoré      | Olympique lyonnais | 2    | 0   | 2 | 130 |
| 4  | Rony Lopes           | AS Monaco          | 2    | 0   | 2 | 162 |
| 5  | Majeed Waris         | FC Nantes          | 2    | 0   | 2 | 180 |
| 6  | Mathias Pereira Lage | Clermont Foot 63   | 2    | 0   | 1 | 93  |
| 7  | Daniel Mancini       | AJ Auxerre         | 2    | 0   | 1 | 146 |
| 8  | Wesley Saïd          | Dijon FCO          | 2    | 0   | 1 | 153 |
| 9  | Lebo Mothiba         | RC Strasbourg      | 2    | 0   | 1 | 92  |
| 10 | Alimani Gory         | Le Havre AC        | 2    | 0   | 1 | 311 |